# The Passion (evenement)
The Passion is een paasevenement waarbij bekende artiesten het kruisigingsverhaal van Jezus vertellen. Het evenement wordt op televisie uitgezonden in gezamenlijke uitzending van de EO en KRO-NCRV, die dit in 2016 overnam van de omroep RKK. De eerste editie werd gehouden in Gouda op 21 april 2011.

## Ontwikkeling
Evenement en televisieprogramma zijn deels geïnspireerd door het lokale evenement de Manchester Passion. Een televisieregistratie hiervan wordt op Goede Vrijdag 2006 door BBC Three uitgezonden. Jacco Doornbos, directeur van het productiebedrijf Mediawater (voorheen Eye2Eye Media), haalde het evenement naar Nederland. De Nederlandse versie werd op Witte Donderdag 2011 voor het eerst gehouden op de Markt in Gouda en rechtstreeks uitgezonden op televisie. Het succes was zodanig dat het tot een jaarlijks gebeuren zou komen.
In 2014 werd het evenement ook georganiseerd in België. De eerste Vlaamse editie, De Passie, vond plaats in Merchtem. In 2016 vond in New Orleans de eerste Amerikaanse variant plaats. In 2019 zal het evenement voor de tweede maal plaatsvinden in het land waar het begonnen is, het Verenigd Koninkrijk. Het zal in Cardiff zijn, dertien jaar na de eerste uitvoering in Manchester. In 2020 wordt verder voor het eerst een uitvoering in Duitsland georganiseerd, in de stad Essen. Het heet daar Die Passion.

## Wereldwijd
| Naam                | Jaar | Jaar | Jaar | Jaar | Jaar | Jaar | Jaar | Jaar | Jaar | Jaar | Jaar | Jaar | Jaar | Jaar | Jaar |
| Naam                | 2006 | 2011 | 2012 | 2013 | 2014 | 2015 | 2016 | 2017 | 2018 | 2019 | 2020 | 2021 | 2022 | 2023 | 2024 |
| ------------------- | ---- | ---- | ---- | ---- | ---- | ---- | ---- | ---- | ---- | ---- | ---- | ---- | ---- | ---- | ---- |
| Nederland           |      |      |      |      |      |      |      |      |      |      |      |      |      |      |      |
| Verenigd Koninkrijk |      |      |      |      |      |      |      |      |      |      |      |      |      |      |      |
| Verenigde Staten    |      |      |      |      |      |      |      |      |      |      |      |      |      |      |      |
| Vlaanderen          |      |      |      |      |      |      |      |      |      |      |      |      |      |      |      |